# Reggio nell'Emilia
Det här är en artikel om den italienska staden Reggio Emilia. För fler artiklar med samma namn, se Reggio Emilia.
Reggio nell'Emilia (latin: Regium Lepidi), som oftast kallas Reggio Emilia, är en stad och kommun i norra Italien, i regionen Emilia-Romagna. Kommunen hade 168 874 invånare (2022) och är huvudkommun i provinsen Reggio Emilia. Reggio nell'Emilia gränsar till kommunerna Albinea, Bagnolo in Piano, Bibbiano, Cadelbosco di Sopra, Campegine, Casalgrande, Cavriago, Correggio, Montecchio Emilia, Quattro Castella, Rubiera, San Martino in Rio, Sant'Ilario d'Enza och Scandiano.
Pedagogiken i barnomsorgen här är mycket uppmärksammad och den så kallade Reggio Emilia-pedagogiken har fått internationellt genomslag.

## Kända personer från Reggio nell'Emilia
- Ludovico Ariosto, författare
- Stefania Rivi, skådespelare
- Angelo Secchi, astronom
- Romolo Valli, skådespelare
- Zucchero, sångare